# William Cecil
William Cecil, 1. baron Burghley, KG, PC (ur. 13 września 1520 w Bourne, zm. 4 sierpnia 1598 w Londynie) – angielski polityk, kanclerz i doradca Elżbiety I, Lord Wielki Skarbnik od 1572 do 1598.
Był synem Richarda Cecila i Jane Heckington. W latach 1535–41 studiował w St John’s College na Uniwersytecie Cambridge. W 1541 poślubił Mary Cheke, co stało się powodem jego usunięcia z Uniwersytetu. 5 maja 1542 urodziła mu jedynego syna, Thomasa Cecila (zm. 8 lutego 1623), późniejszego 1. hrabiego Exeter. W lutym 1543 Mary Cheke zmarła. Poślubiona 21 grudnia 1546 Mildred Cooke, córka Anthony’ego Cooke’a, urodziła syna, Roberta Cecila, późniejszego 1. hrabiego Salisbury.
Za główny cel angielskiej polityki Cecil postawił sobie utworzenie zjednoczonych i protestanckich Wysp Brytyjskich. Jego metody polegały na objęciu pełną kontrolą Irlandii i zawarciu sojuszu ze Szkocją. Ochrona Wysp przed inwazją wymagała stworzenia potężnej Królewskiej Marynarki Wojennej. Choć nie odniósł w swych działaniach pełnego sukcesu, jego następcy zgodzili się z postawionymi celami. W 1587 r. Cecil namówił królową Elżbietę I, aby nakazała egzekucję rzymskokatolickiej Marii, królowej Szkotów, po tym jak udowodniono, że była ona zamieszana w spisek mający na celu zamach na królową Anglii.
Był założycielem dynastii Cecilów (markizów Exeter i Salisbury), która wydała na świat wielu polityków, w tym dwóch premierów: Roberta Gascoyne-Cecil i Artura Balfour.